# Афанасьев, Фёдор Александрович
Фёдор Алекса́ндрович Афана́сьев (23 апреля 1898, дер. Фалилеево, Санкт-Петербургская губерния — 23 августа 1971, Ленинград) — советский военный деятель, полковник (1940 год).

## Биография
Фёдор Александрович Афанасьев родился 23 апреля 1898 года в деревне Фалилеево Ямбургского уезда Санкт-Петербургской губернии (ныне — в Кингисеппском районе Ленинградской области).

### Гражданская война
С января по март 1918 года служил в рядах Красной гвардии на должности начальника конной разведки Кронштадтского красногвардейского сводного отряда. Воевал на Южном фронте.
В августе 1918 года был призван в ряды РККА и назначен на должность военкома Сейненской волости Ямбургского уезда Петроградской губернии. С мая 1919 года служил красноармейцем Гатчинского сводного полка Северо-Западного фронта, а затем был назначен на должность инструктора политотдела 2-й стрелковой дивизии Армии Советской Латвии. Принимал участие в боях против войск под командованием Н. Н. Юденича и вооружённых формирований Эстонии.
В августе 1919 года был назначен на должность председателя Ильинского ревкома Ямбургского уезда, с октября того же года служил в 6-й стрелковой дивизии красноармейцем, затем ответственным парторгом 46-го стрелкового полка, с мая 1920 года — военкомом 52-го стрелкового полка, а с октября — комиссаром 17-й стрелковой бригады. В составе 6-й стрелковой дивизии воевал под Петроградом против войск под командованием генерала Н. Н. Юденича, а также принимал участие в Нарвской наступательной операции. Летом 1920 года Афанасьев принимал участие в ходе советско-польской войны на полоцком, варшавском и гродненском направлениях. С конца 1920 по начало 1921 года воевал против вооруженных формирований в районах Лепеля и Сенно.

### Межвоенное время
С окончанием войны Афанасьев был назначен на должность военного комиссара 6-й стрелковой дивизии в составе Орловского военного округа, а с октября 1922 года состоял в резерве политсостава Московского военного округа. В апреле 1923 года был назначен на должность инструктора Тверского губернского политического секретариата, в мае 1925 года — на должность инструктора-организатора политического отдела 48-й стрелковой дивизии, в октябре 1926 года — на должность военкома 252-го, а затем 251-го стрелковых полков.
В октябре 1928 года Афанасьев был направлен на учёбу на курсы усовершенствования старшего политического состава при Военно-политической академии, по окончании которых в июне 1929 года вернулся на должность военкома 251-го стрелкового полка.
В апреле 1931 года был направлен на учёбу в Военную академию имени М. В. Фрунзе, по окончании которой в мае 1934 года был назначен на должность начальника штаба стрелковой бригады, в январе 1936 года — на должность командира 166-го стрелкового полка (Ленинградский военный округ). В мае 1938 года Фёдор Александрович Афанасьев был уволен в запас, но в мае 1939 года был восстановлен в рядах РККА и назначен на должность преподавателя Военно-транспортной академии РККА. Находясь на должности начальника отделения оперативного отдела штаба 9-й армии, принимал участие в военных действиях в ходе советско-финской войны. В мае 1941 года был назначен на должность начальника отдела боевой подготовки штаба 27-й армии, формировавшейся в составе Прибалтийского военного округа.

### Великая Отечественная война
В начале Великой Отечественной войны полковник Афанасьев находился на этой же должности на Северо-Западном фронте, принимал участие в ходе оборонительных боёв на псковском, холмском и демянском направлениях.
В феврале 1942 года был назначен на должность командира 3-го воздушно-десантного корпуса, который завершил формирование, а затем был преобразован в 33-ю гвардейскую стрелковую дивизию, которая с июля в составе 62-й армии (Сталинградский фронт) принимала участие в ходе оборонительных боёв на подступах к Сталинграду.
В августе 1942 года полковник Афанасьев был назначен на должность командира 5-го воздушно-десантного корпуса (Дальневосточный фронт), в ноябре — на должность командира 34-й запасной стрелковой бригады (Московский военный округ), в сентябре 1943 года — на должность начальника штаба 27-го гвардейского стрелкового корпуса, в августе 1944 года — на должность командира 9-й гвардейской воздушно-десантной дивизии, а в январе 1945 года — на должность командира 395-й стрелковой дивизии, которая принимала участие в ходе Берлинской и Пражской наступательных операций.
В октябре 1945 года полковник Фёдор Александрович Афанасьев вышел в запас. Умер 23 августа 1971 года в Ленинграде и похоронен с воинскими почестями на Шуваловском кладбище.

## Награды
- Орден Ленина;
- Два ордена Красного Знамени;
- Медали.